# Enfrentamientos en Arbinda de 2019
Los enfrentamientos en Arbinda se desarrollaron el 24 de diciembre de 2019, cuando un nutrido grupo de militantes en motocicletas del Estado Islámico del Gran Sahara atacaron a civiles y a una base militar en Arbinda, provincia de Soum, Burkina Faso. El ataque y la batalla posterior duraron varias horas y provocaron la muerte de 35 civiles, 7 soldados y 80 atacantes. El ataque fue uno de los más mortíferos ocurridos en Burkina Faso. Después del ataque se declaró un estado de luto de 48 horas.

## Ataque
Los militantes atacaron primero un puesto militar en la provincia norteña de Soum, cerca de Arbinda, matando a 7 soldados. El ataque fue finalmente repelido por las fuerzas de seguridad. Alrededor de 80 atacantes murieron durante los enfrentamientos.
Al mismo tiempo, decenas de atacantes en motocicletas irrumpieron en Arbinda y mataron a 35 civiles. Los atacantes supuestamente tenían como objetivo mujeres, ya que 31 de los civiles muertos eran mujeres. La batalla y los ataques duraron varias horas, hasta que los militantes fueron rechazados por el ejército de Burkina Faso con la ayuda de su fuerza aérea.